# Jermaine O'Neal

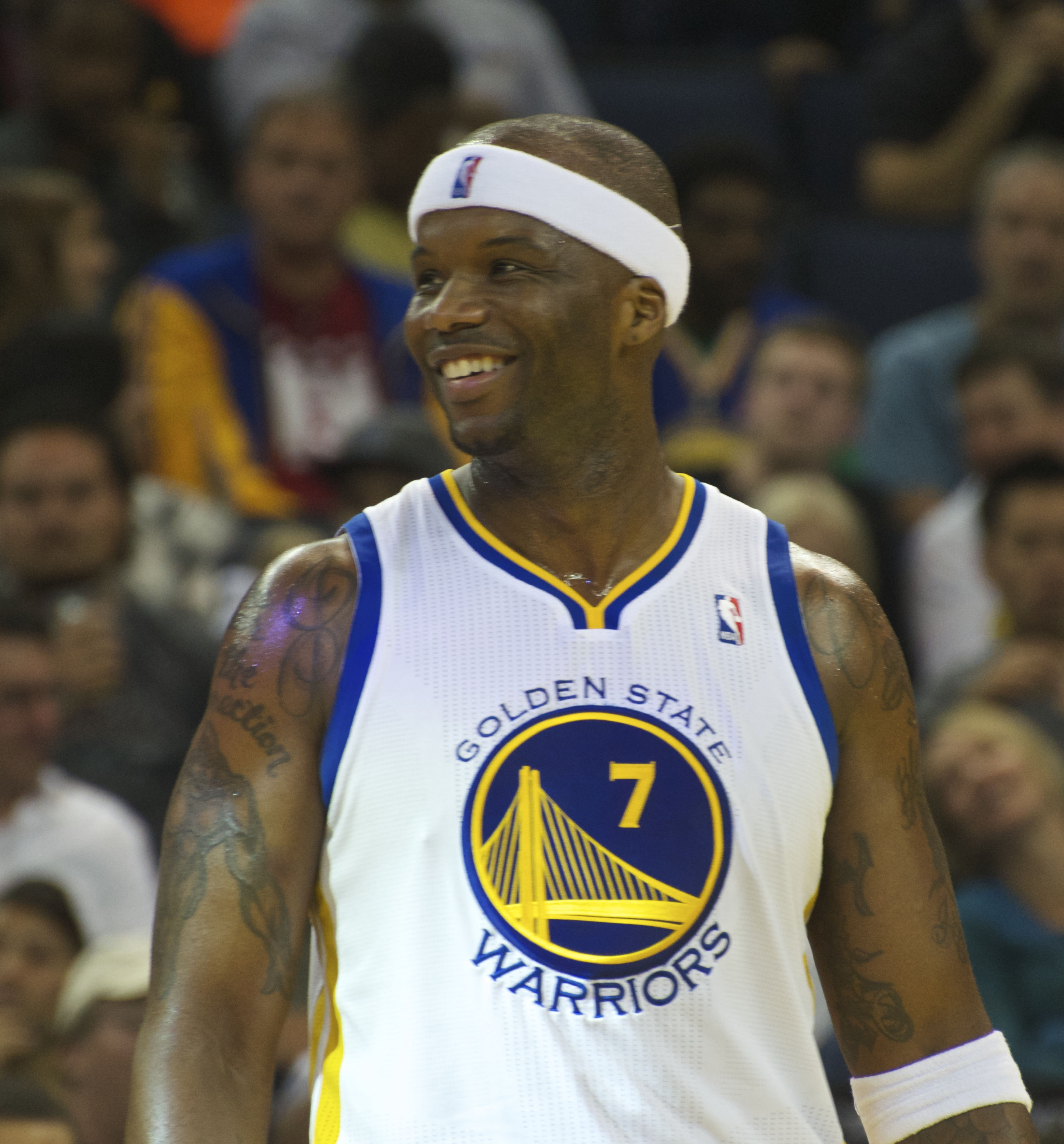
Jermaine O'Neal 2014.

Jermaine Lee O'Neal, född 13 oktober 1978 i Columbia i South Carolina, är en före detta professionell basketspelare. Han spelade som power forward alternativt center.

## Lag
- Portland Trail Blazers (1996–2000)
- Indiana Pacers (2000–2008)
- Toronto Raptors (2008–2009)
- Miami Heat (2009–2010)
- Boston Celtics (2010–2012)
- Phoenix Suns (2012–2013)
- Golden State Warriors (2013–2014)